# Liste des lacs en Ouganda
La liste de lacs en Ouganda est la liste non exhaustive des lacs présents sur le territoire ougandais.

## Lacs notoires et catégories de lacs présents dans le pays
Il existe sur le territoire ougandais plus de 20 lacs ;les principaux lacs sont les lacs Victoria, Kyoga, Albert et le lac Édouard, un lac transfrontalier entre l'Ouganda et la République démocratique du Congo ,.